# Justi Henrik
Justi Henrik (Kolozsvár, 1804. - Pozsony, 1878. október 17.) 1867-1875 között Pozsony polgármestere.

## Élete
Apja Justi Károly állami mérnök volt. Középiskoláit Kolozsvárt és Nagyszebenben végezte. 1815-ben hadapród lett a hadmérnöki igazgatóságnál. Később a 19. számú Hessen-Homburg ezredben szolgált, de nem volt előrelépési lehetősége, ezért 1829-ben leszerelt, majd Pozsonyba költözött. Ott a jogi tanulmányok után városi szolgálatba lépett. 1834-től városi gyakornok, később városi törvényszéki aktuárius és rövidesen városi tanácsos lett. 
1848-ban megszervezte a Pozsonyi Nemzetőrséget, amely Szenicénél legyőzte a Jozef Miloslav Hurban vezette szlovák népfelkelők seregét. Ezután átvette a pozsonyi nemzetőrség felett a vezetést. A császári hadak bevonulásakor gyanúba került. Hadbiztosnak nevezték ki az orosz Grabbé-féle hadtestparancsnoksághoz. 1850-ben januárban mint forradalmár kilenc hónapra hadi törvényszék elé került, de felmentették. 1865-ben a Pozsonyban felállított angol világítógázüzem igazgatója lett.
1867. május 13-án szavazattöbbséggel polgármesternek választották meg. A városi képviseletet Edl Tivadar és Heiller Károly (1849-1889) városi plebános segítségével vezette. A kiegyezést követően a várost ő és Edl Tivadar bankár felvirágoztatta. A szabadságharc idején még politikai ellenfelek voltak. Neki köszönhető a Duna-part cölöpözése és szabályozása, az általános csatornázás és kövezés, a városi múzeum létesítése, 1869-ben ő szorgalmazta a Diák-hegy megvásárlását a Városi Levesosztó Egylettől és Sendlein Antallal megterveztette a Hegyi Park ligetté alakítását. Tervei között szerepelt egy állandó híd, vízvezeték, gyárak, vágóhíd és vásárcsarnok építése. Ezeket a terveit a városi tanács akkor nem hagyta jóvá, 1875. augusztus 2-án nyugdíjazták, de később valamennyi terve megvalósult.
A Pozsonyi Városszépítő Egylet alapító tagja. A Szent András-sírkertben temették el, de sírhelyét részben felszámolták. Portréját halálát követően 1881-ben Spányik Kornél festette, amely a polgármesteri hivatalban volt, ma a Pozsony Városi Galéria gyűjteményében található.

## Emléke
- 1908 Domborműve a pozsonyi Hegyi Parkban (Rigele Alajos, Mahr Károly)[3]